# Ak-Dovurak
Ak-Dovurak (in russo Ак-Довурак?) è una città della Russia siberiana centro-meridionale (Repubblica di Tuva), situata sulla riva sinistra del fiume Chemčik, 301 km a ovest della capitale Kyzyl, in una valle compresa fra i Saiani occidentali e i monti Tannu-Ola.
Fondata nel 1964 contemporaneamente alla costruzione di un grosso kombinat per il trattamento dell'amianto (Tuvaasbest, Туваасбест), ottenne in quell'anno anche lo status di città. Il suo nome, in lingua tuvana, significa terra bianca.

## Società

### Evoluzione demografica
Fonte: mojgorod.ru
- 1959: 2.200
- 1970: 9.600
- 1979: 13.200
- 1989: 15.200
- 2002: 12.965
- 2007: 13.800